# Monte Sarmiento
Der Monte Sarmiento (2246 m) ist ein pyramidenförmiger und stark vergletscherter Berg und befindet sich im Nationalpark Alberto De Agostini im chilenischen Teil Feuerlands. Er erhebt sich direkt über der Ostküste des Magdalena-Kanals und bildet die westliche Grenze der Cordillera Darwin. Meist hüllt der Gipfel sich in Wolken, bietet aber bei Sichtbarkeit einen beeindruckenden Anblick und wurde bereits von Charles Darwin in dieser Weise gewürdigt.

## Besteigungsgeschichte
Es wurden zunächst einige erfolglose Versuche unternommen, den Gipfel zu besteigen, beispielsweise von William Martin Conway im Jahr 1898 und von Alberto Maria De Agostini im Jahr 1913. Die Erstbesteigung gelang Carlo Mauri und Clemente Maffei im Jahr 1956. Natalia Martínez und Camilo Rada schafften 2013 die zweite erfolgreiche Begehung. Die Nordwand des Westgipfels bezwangen Robert Jasper, Jörn Heller und Ralf Gantzhorn im April 2010.

## Namensgebung
Der Forscher Pedro Sarmiento de Gamboa nannte den Berg zunächst „Volcán Nevado“ („verschneiter Vulkan“), weil er dachte, es handle sich bei diesem Berg um einen Vulkan. Philip Parker King benannte ihn in „Mount Sarmiento“ zu Ehren dieses Forschers um.